# Glycosmis parviflora
Glycosmis parviflora är en vinruteväxtart som först beskrevs av John Sims, och fick sitt nu gällande namn av Wilhelm Sulpiz Kurz. Glycosmis parviflora ingår i släktet Glycosmis och familjen vinruteväxter. Utöver nominatformen finns också underarten G. p. obtusa.